# Josep Borrell
Pour les articles homonymes, voir Borrel.
Josep Borrell i Fontelles (en catalan : [ʒoˈzɛp boˈreʎ i fonˈteʎes]) est un homme d'État espagnol, né le 24 avril 1947 à La Pobla de Segur (province de Lérida). Il est membre du Parti socialiste ouvrier espagnol (PSOE).
Après une formation universitaire en génie et en économie, il devient professeur à l'université complutense de Madrid, puis il travaille comme ingénieur.
Il intègre le PSOE en 1974 et se fait élire cinq ans plus tard au conseil municipal de Majadahonda, dans la banlieue de Madrid. Entre 1982 et 1986, il est haut responsable au ministère de l'Économie et des Finances, d'abord comme secrétaire général, puis comme secrétaire d'État. Il est élu en 1986 député de Barcelone.
En 1991, il intègre le gouvernement de Felipe González au poste de ministre des Travaux publics et des Transports. Il conserve cette fonction pendant cinq ans.
Il remporte en 1998 la primaire socialiste pour la désignation du chef de file électoral aux élections générales de 2000 face au secrétaire général du PSOE Joaquín Almunia. Il est alors promu porte-parole du groupe parlementaire socialiste. Il renonce au bout d'un an, en raison d'un scandale lié à d'anciens collaborateurs du ministère des Finances.
À l'occasion des élections européennes de 2004, il conduit la liste socialiste, qui arrive en tête du scrutin. Il est ensuite choisi comme président du Parlement européen pour la première moitié de la législature. Il ne se représente pas en 2009 et abandonne alors la vie politique. Il y fait son retour en 2017, étant l'un des principaux opposants au projet d'indépendance de la Catalogne.
Après que Pedro Sánchez a renversé Mariano Rajoy en juin 2018, il est rappelé au gouvernement en qualité de ministre des Affaires étrangères, de l'Union européenne et de la Coopération. Un peu plus d'un an plus tard, il quitte l'exécutif espagnol afin de prendre les fonctions de haut représentant de l'Union pour les affaires étrangères et la politique de sécurité et vice-président de la Commission européenne.

## Biographie

### Formation
Il commence ses études à l'université de Barcelone, en génie industriel, mais abandonne cette voie en 1965 et intègre l'université polytechnique de Madrid, d'où il ressort ingénieur aéronautique.
Il décide alors de poursuivre ses études et obtient un master en recherche opérationnelle de l'université Stanford et un autre en économie d'énergie de l'Institut français du pétrole.
Il obtient ensuite un doctorat en sciences économiques à l'université complutense de Madrid.

### Carrière
Dans cette dernière université, il devient professeur d'analyse économique, puis professeur des universités de mathématiques de l'entreprise. Entre 1972 et 1981, il occupe un poste d'ingénieur à la Compagnie espagnole des pétroles, S.A. (Cepsa), où il fut également délégué syndical.
Il devient président de l'Institut universitaire européen de Florence, en Italie, en janvier 2010. Il est forcé à démissionner de ce poste en avril 2012 à la suite d'accusations de conflit d'intérêts,. Il avait en effet omis de déclarer, en violation des règles de l'Institut, qu'il occupait parallèlement un siège au conseil d'administration de la compagnie énergétique Abengoa. Borrell reçevait 300 000 euros par an en tant que membre du conseil d'administration d'Abengoa, poste qu'il occupait depuis juillet 2009, date à laquelle il a quitté le Parlement européen. Des chercheurs de l'Institut l'ont accusé de vouloir favoriser les intérêts de l'industrie de l'énergie dans le cadre de ses fonctions.

## Carrière politique

### Débuts et ascension
Il adhère au Parti socialiste ouvrier espagnol (PSOE) en 1974,
Cinq ans plus tard, il est élu conseiller municipal de Majadahonda, près de Madrid, et devient en même temps responsable de la politique fiscale du gouvernement pré-autonome de la communauté de Madrid.
En 1982, les socialistes remportent les législatives du 28 octobre, et Josep Borrell est nommé secrétaire général à l'Économie du ministère de l'Économie et des Finances. En 1984, il est promu secrétaire d'État aux Finances et se voit chargé de la lutte contre la fraude fiscale.
À l'occasion des législatives anticipées de 1986, il est élu député de la province de Barcelone, et se voit réélu lors du scrutin suivant, en 1989.

### Ministre de Felipe González
Le 12 mars 1991, à l'occasion d'un important remaniement du gouvernement, Josep Borrell est nommé ministre des Travaux publics et des Transports, poste nouvellement créé par Felipe González par la fusion des départements des Travaux publics et de l'Urbanisme, et des Transports, du Tourisme et des Communications.
Reconduit au Congrès des députés aux législatives de 1993, il conserve son portefeuille, avec le titre de « ministre des Travaux publics, des Transports et de l'Environnement ». C'est la première fois dans l'histoire gouvernementale espagnole qu'un département fait explicitement référence à l'environnement.
Il conserve son siège aux élections générales du 3 mars 1996, remportées par le Parti populaire, puis intègre l'année suivante la commission exécutive fédérale du PSOE, formée par Joaquín Almunia, nouveau secrétaire général du parti.

### Chef de file avorté des socialistes
Le 24 avril de l'année suivante, il remporte, avec 55,1 % des voix, les primaires organisées au sein du Parti socialiste ouvrier espagnol afin de choisir son candidat à la présidence du gouvernement dans le cadre des prochaines élections législatives, battant Joaquín Almunia à la surprise générale.
Il est cependant contraint de renoncer tout juste un an plus tard, le 14 mai 1999, du fait du manque d'appui de l'appareil du parti et d'un scandale autour d'une fraude fiscale présumée de deux de ses anciens collaborateurs au ministère de l'Économie et des Finances.
Réélu au Congrès des députés lors du scrutin du 12 mars 2000, puis lors des élections du 14 mars 2004, il est choisi pour prendre la tête de liste socialiste aux européennes du 13 juin.

### Président du Parlement européen
Cinq semaines plus tard, le 20 juillet 2004, Josep Borrell est élu président du Parlement européen au premier tour de scrutin, par 388 voix contre 208 au libéral polonais Bronisław Geremek et 51 suffrages au communiste français Francis Wurtz.
Conformément à l'accord passé avec les conservateurs, il abandonne son poste le 16 janvier 2007 et se voit remplacé par l'allemand Hans-Gert Pöttering.

### Depuis 2007
Dans le cadre des troubles politiques qui suivent le référendum de 2017 sur l'indépendance de la Catalogne, il se positionne contre l'indépendance, en prenant la parole à la fin d'une manifestation. En 2019, alors qu'il est interviewé en tant que ministre des Affaires étrangères par Deutsche Welle, il s'emporte contre le journaliste à l'évocation de la question catalane et interrompt l'interview avant de revenir sur avis de ses conseillers.

### Ministre des Affaires étrangères

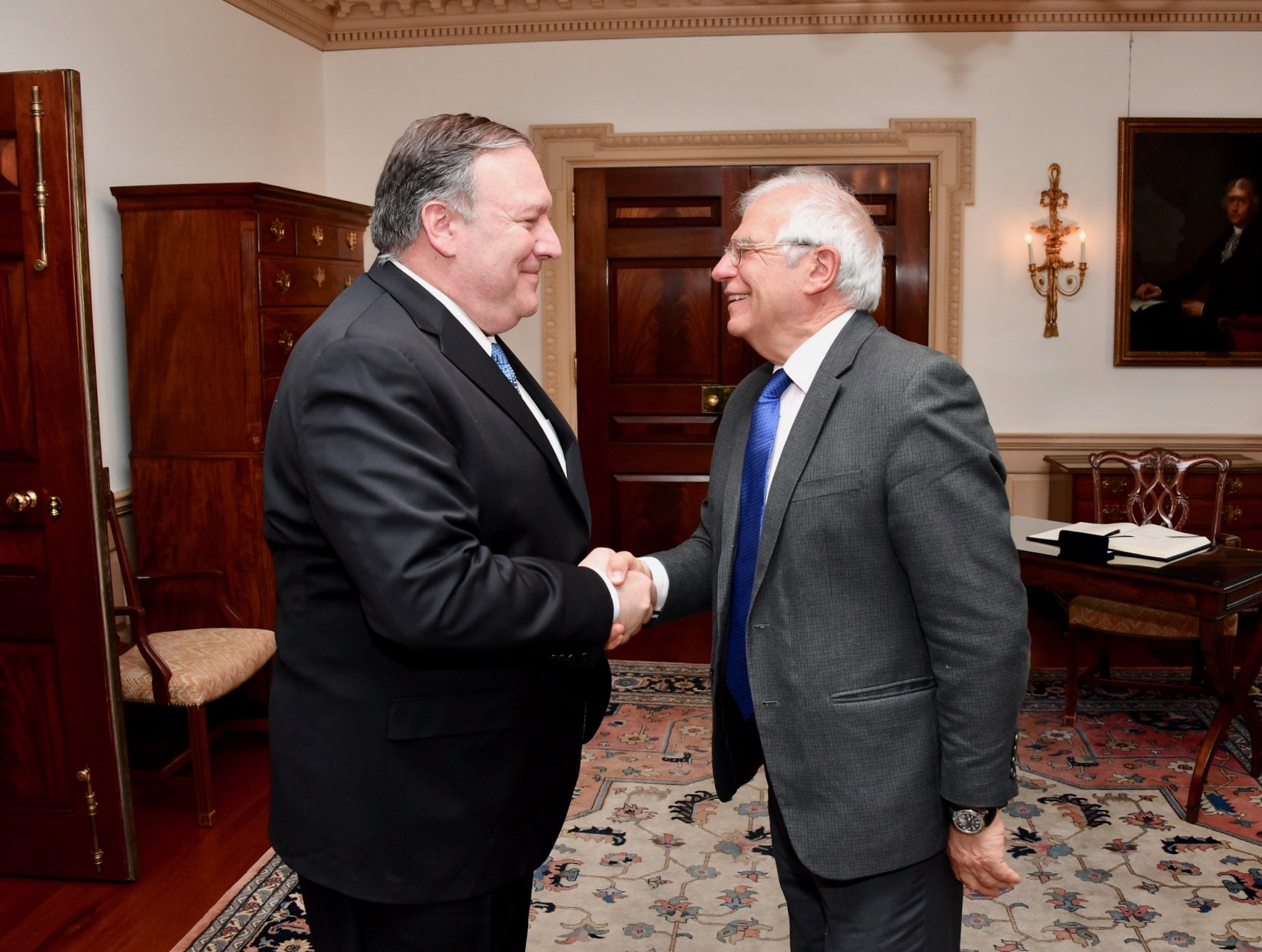
Le secrétaire d'État américain Mike Pompeo rencontre Josep Borrell au Département d'État américain à Washington, D.C., le 1er avril 2019.

Le 4 juin 2018, trois jours après le renversement de Mariano Rajoy par le socialiste Pedro Sánchez, Josep Borrell fait savoir qu'il accepte la proposition de ce dernier de diriger la diplomatie espagnole. Il prend ensuite le titre de ministre des Affaires étrangères, de l'Union européenne et de la Coopération. Il prête serment avec l'ensemble de ses collègues trois jours plus tard et prononce la formule du serment dans son énoncé officiel, c’est-à-dire qu'il dit le « consejo de ministros » alors que la plupart de ses collègues disent le « consejo de ministras y ministros » en référence à la majorité de femmes siégeant au sein du gouvernement.
Il s'engage contre le séparatisme catalan et ordonne aux diplomates espagnols de contre-attaquer face aux arguments séparatistes dans les médias étrangers, rompant avec la position du gouvernement précédent.

### Chef de la diplomatie européenne

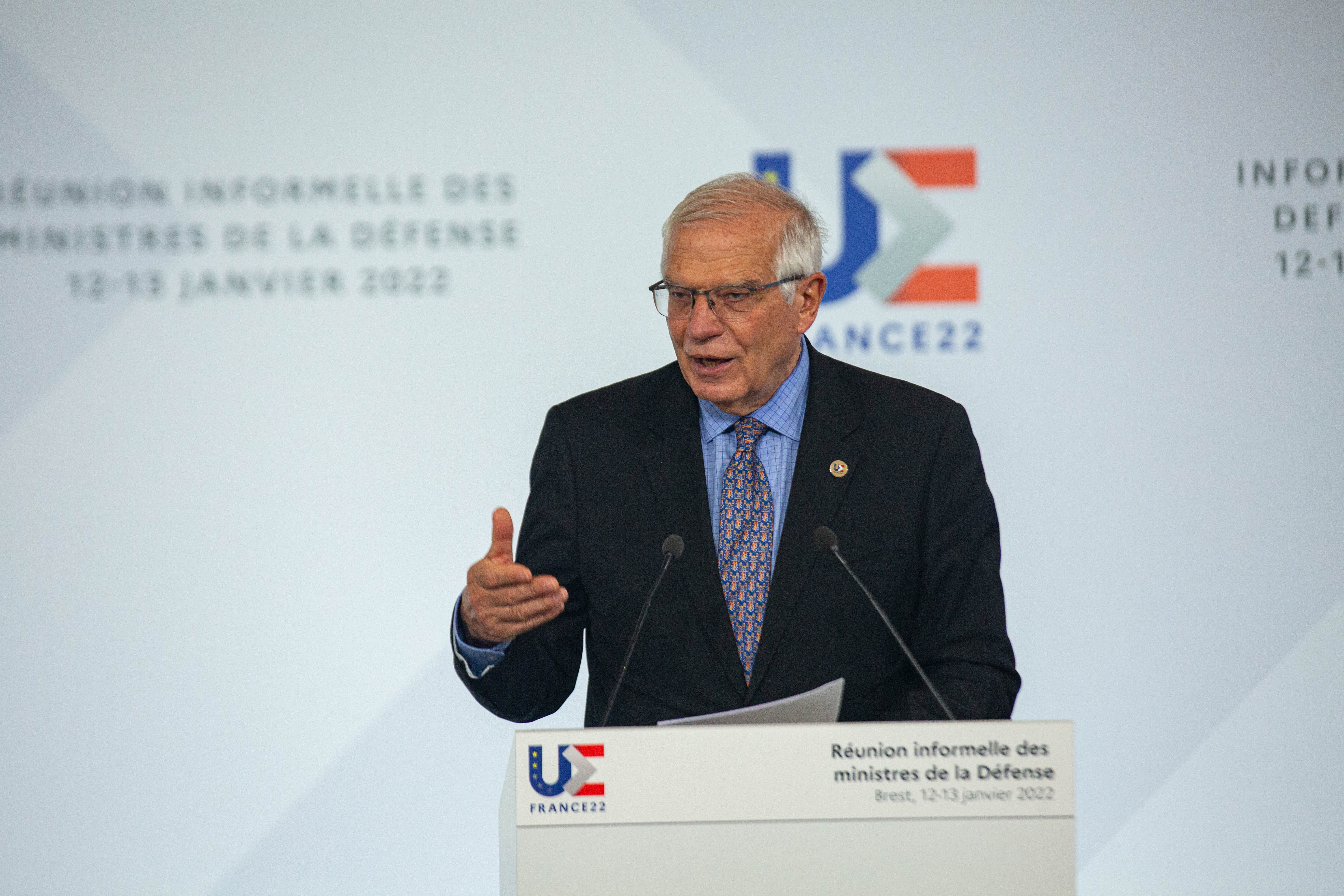
Conférence de presse de la réunion informelle des ministres de la défense de l'Union européenne, le 13 janvier à Brest.

Lors de leur réunion en Conseil européen du 2 juillet 2019, les chefs d'État et de gouvernements européens le proposent comme haut représentant de l'Union pour les affaires étrangères et la politique de sécurité en remplacement de l'Italienne Federica Mogherini, en fonction depuis cinq ans. En tant que membre de la Commission, sa nomination et celle du collège des commissaires sera soumis à l'approbation du Parlement européen. Pour EUobserver, la nomination de Josep Borrell au poste de haut représentant de l'UE pour les affaires étrangères et de vice-président de la commission a été « l'une des nominations les plus surprenantes » d'Ursula von der Leyen en raison de la carrière de ce dernier « entachée par plus d'un événement controversé ».
Il prend ses fonctions en décembre 2019.

### Condamnation pour délit d'initié
En novembre 2018, il est condamné à une amende de 30 000 euros par la Commission nationale espagnole des marchés de valeurs (CNMV) pour délit d'initié dans le cadre de la vente en 2015, pour le compte d'un tiers, son ex-épouse selon la presse, de 10 000 actions du groupe Abengoa, au bord de la faillite et dont il était administrateur. Le groupe d'énergies renouvelables avait annoncé le lendemain se diriger vers le dépôt de bilan, ce qui avait entraîné une chute de son titre en Bourse. Le leader du Parti Podemos Pablo Iglesias appelle alors à sa démission. 
Par la suite, un journaliste a demandé le dossier complet via le portail Transparence pour connaître les détails de l'enquête de la CNMV. La Commission nationale du marché des valeurs mobilières a refusé de communiquer le dossier des sanctions contre Josep Borrell, l'organisation ne publiant même pas certaines parties du dossier, en dépit du fait que le Tribunal national et la Cour suprême ont donné raison à Transparency et ont jugé que celui-ci n'était pas confidentiel.

### Déclarations polémiques
En novembre 2018, alors qu'il est ministre des Affaires étrangères de l'Espagne, il déclare que les Américains « n'ont eu qu'à tuer quatre Indiens pour obtenir l'indépendance », suscitant un tollé et des accusations de racisme,. Il finit par s'excuser.
En décembre 2019, il critique la supposée lenteur de la justice belge dans le cadre de la procédure d'extradition d'une activiste basque vers l'Espagne, déclarant que « si cela dure depuis des années, on ne devrait pas être surpris que d'autres choses se produisent ». Le ministre de la Justice belge Koen Geens qualifie cette déclaration de « déplacée ». La Commission européenne se distancie par la suite des propos de Borrell, les qualifiant de « personnels ».
En février 2020, lors d'un débat au Parlement européen, il critique les jeunes mobilisés contre le réchauffement climatique, déclarant « c’est très bien de sortir manifester contre le changement climatique tant qu’on ne te demande pas de contribuer au coût », et évoque un « syndrome Greta ».
Le groupe des Verts du Parlement européen dénonce des propos scandaleux de la part d'un haut représentant de l'Union européenne, après quoi Borrell finit par présenter ses excuses.
En octobre 2022, il compare l'Europe à un jardin et le reste du monde à une jungle, suscitant des accusations de racisme. À la suite de ces propos, le gouvernement des Émirats arabes unis convoque le chef de la délégation de l'UE à Abu Dhabi pour demander des explications.
Le 19 janvier 2023, les eurodéputés se prononcent pour l’inscription des pasdarans sur la liste des organisations terroristes de l’Union européenne. En vain. Le chef de la diplomatie européenne Josep Borrell affirme étrangement : « C’est quelque chose qui ne peut être décidé sans un tribunal. Une décision de justice est nécessaire. Vous ne pouvez pas dire : “je vous considère comme un terroriste parce que je ne vous aime pas”. ».
Le 19 novembre 2023, il est accusé d'adopter un double standard sur le conflit israélo-palestinien à la suite d'une interview sur la chaîne Al Jazeera. Interrogé par le journaliste érythréen Osman Ayfarah (ar), qui lui demande si Israël commet des crimes de guerre, il déclare qu'il ne peut répondre à cette question car « il n'est pas juriste ». Quelques secondes plus tard, lorsque le même journaliste lui demande si « ce que le Hamas a fait le 7 octobre est un crime de guerre », il répond immédiatement « Oui »,.
Le 19 janvier 2024, en visite à l'Université de Valladolid, J. Borrell déclare que "le Hamas a été financé par le gouvernement israélien pour tenter d'affaiblir l'Autorité palestinienne du Fatah." ,
Dans un communiqué de presse du Service européen pour l'action extérieure, le 15 novembre 2024, considérant qu'Israël ne respecte pas le droit international à Gaza, Josep Borrell déclare que la stratégie adoptée par l'Union européenne dans le cadre de la guerre à Gaza nécessite une nouvelle approche et annonce avoir proposé « aux États membres de l'Union européenne d'interdire les importations en provenance des colonies illégales et de suspendre le dialogue politique avec Israël », considérant que « nous ne pouvons pas continuer comme si de rien n'était » « après une année de demandes ignorées de la part des autorités israéliennes concernant le respect du droit international dans la guerre de Gaza »,. N'ayant pas obtenu le soutien de l'unanimité des États membres, il affirme le 18 novembre que « la plupart des États membres ont estimé qu’il était préférable de continuer à entretenir des relations diplomatiques et politiques avec Israël, de sorte que la proposition n’a pas été prise en considération, comme prévu ».

### Vie privée
Divorcé de la Française Caroline Mayeur, avec qui il a eu deux enfants, Josep Borrell est actuellement le compagnon de l'ancienne ministre de l'Environnement Cristina Narbona.

## Distinctions

### Nationales
- Grand-croix de l'ordre de Charles III (1996)
- Grand-croix de l'ordre d'Isabelle la Catholique (2000)
- Grand-croix de l’ordre du Mérite civil (2007)
- Médaille de l'ordre du Mérite constitutionnel (2011)
- Grand-croix de l'ordre du Mérite aéronautique (en) (2024)[37]

### Étrangères
- Grand ordre de la Reine Hélène ( Croatie, 2006)
- Commandeur de la Légion d'honneur ( France, 2015)[38]
- Grand officier de l'ordre du Ouissam alaouite ( Maroc, 1996)
- Grand-croix de l'ordre du Soleil ( Pérou, 2019)
- Troisième classe de l'ordre du Mérite ( Ukraine, 2022)